# Corba epidèmica

Corba epidèmica de dos brots consecutius de grip: al juliol i a l'octubre (pandèmia del 2009 al Regne Unit).

Una corba epidèmica, també coneguda com a corba epidemiològica, és un diagrama estadístic utilitzat en epidemiologia per visualitzar l'aparició d'un brot d'una malaltia. Pot ajudar a la identificació del mode de transmissió de la malaltia. També pot mostrar la magnitud de la malaltia, els seus límits, la seva tendència en el temps i el seu període d'incubació. Pot donar als investigadors del brot una idea de si el brot probablement prové d'una font puntual (com per exemple, d'un manipulador d'aliments), d'una font comuna contínua (amb contaminació continuada) o d'una font propagada (que es transmet principalment entre les persones).
Les corbes epidèmiques generalment mostren la freqüència de nous casos en comparació amb la data d'aparició del primer cas de la malaltia.